# Chenmes
Chenmes war ein altägyptischer Wesir, der zu Beginn der 13. Dynastie (Zweite Zwischenzeit) amtierte. Über seine Person ist wenig bekannt. Eine Statue von ihm ist der Widmung nach von König (Pharao) „Sechemkare“ gestiftet, bei dem es sich wahrscheinlich um Amenemhet V. handelt. In der Assuan-Region gibt es des Weiteren eine Felsinschrift, die den Wesir und dessen Familie nennt, jedoch stark zerstört ist.